# エリザベス・アーデン・クラシック
エリザベス・アーデン・クラシック（Elizabeth Arden Classic）は、1969年から1986年まで開催されたLPGAツアーの公式トーナメントである 。フロリダ州マイアミ・デイド郡の幾つかのコースで開催された。

## 開催コース
| 年      | コース名                                   | 都市                 |
| ------- | ------------------------------------------ | -------------------- |
| 1969-71 | マイアミ・カントリー・クラブ               | マイアミ             |
| 1972-73 | ドラル・カントリー・クラブ、レッド・コース | ドラル               |
| 1974-78 | ケンデール・レイクス・カントリー・クラブ   | ケンデール・レイクス |
| 1979    | アヴェンチュラ・カントリー・クラブ         | アヴェンチュラ       |
| 1980-86 | ターンベリー・アイル・カントリー・クラブ   | アヴェンチュラ       |

## 優勝者
エリザベス・アーデン・クラシック
- 1986年: 岡本綾子
- 1985年: ジョアン・カーナー
- 1984年: パティ・シーハン
- 1983年: ナンシー・ロペス
- 1982年: ジョアン・カーナー
- 1981年: サリー・リトル
- 1980年: ジェーン・ブラロック
- 1979年: エイミー・オルコット

アメリカン・キャンサー・ソサエティ・クラシック
- 1978年: デビー・オースティン（英語版）
- 1977年: パム・ヒギンズ（英語版）

バーディンズ・インビテーショナル
- 1976年: ジュディ・ランキン
- 1975年: ドナ・カポニ
- 1974年: サンドラ・パーマー
- 1973年: ジョー・アン・プレンティス
- 1972年: マリーン・ヘギー
- 1971年: サンドラ・ヘイニー
- 1970年: キャロル・マン
- 1969年: ジョアン・ガンダーソン（当時はアマチュア）